# Ernst Bernauer
Ernst Bernauer (* 20. Dezember 1867 in Aha am Schluchsee; † 18. September 1929 in Karlsruhe) war ein deutscher Jurist, Oberlandesgerichtspräsident und Mitglied der Badischen Ständeversammlung bzw. des Badischen Landtags.

## Leben
Bernauer wurde als Sohn eines Landwirten und Bürgermeisters in Schluchsee geboren. Nach dem Volksschulabschluss 1881 in Schluchsee und dem Besuch des Gymnasiums in Freiburg im Breisgau 1888 studierte er Rechtswissenschaften in Freiburg, Leipzig, München und Heidelberg. Im Jahr 1892 schloss Bernauer seine Promotion an der Juristischen Fakultät in Heidelberg ab. Er unternahm Bildungsreisen nach Italien, Griechenland und in die Türkei. Nach einigen Stationen als Amtsrichter in Villingen und Mannheim wurde Bernauer 1910 ans Oberlandesgericht Karlsruhe berufen. Dort brachte er seine in Mannheim gewonnenen Erfahrungen als Mitglied des Handelssenats ein. Da sich Bernauer mit der Stadt Mannheim heimatlich verbunden fühlte, blieb er ihr als aktives Mitglied des Turnvereins 1846 erhalten.  Während des Krieges engagierte sich Bernauer in verschiedenen Ämtern, so war er unter anderem Leiter des Kriegswucheramtes und Mitglied im Landesversicherungsamt. Von 1913 bis 1921 war Bernauer Mitglied in der Badischen Zentrumspartei des Landtags. Er wird erstmals 1913 und erneut 1918 als Landtagsabgeordneter und Mitglied der Zentrumsfraktion gewählt. Mehrere Jahre war er auch Mitglied der Fraktion der Zentrumspartei im Stadtparlament von Karlsruhe. Außerdem war er aktives Mitglied  der Badischen Nationalversammlung. Als Leiter des Verfassungsausschusses in der Badischen Nationalversammlung war er maßgeblich an der Gestaltung der neuen Verfassung beteiligt. Aufgrund seiner Leistungen wurde Bernauer 1919 als Referent ins Justizministerium berufen, wo ihm auch die Aufgaben eines Ministerialkommissars bei der Zentralleitung des Landesverbandes der badischen Bezirksvereine für Jugendschutz und Gefangenenfürsorge übertragen wurden. 1923 wurde Bernauer als Nachfolger von Hermann Beck zum Präsidenten des Oberlandesgerichts Karlsruhe ernannt.
Ernst Bernauer war seit 1897 mit Barbara Therese Kröll verheiratet und hatte zwei Kinder mit ihr.
Seit 1927 plagte ihn ein schweres Nierenleiden, so dass Bernauer seine Pflichten nur noch eingeschränkt wahrnehmen konnte. Wenige Tage vor der Fünfzigjahrfeier des Gerichts 1929 verstarb er.

## Ehrungen
- 1912: Ritterkreuz I. Klasse des Ordens vom Zähringer Löwen[8]